# Centro de Confinamiento del Terrorismo
Het Centro de Confinamiento del Terrorismo (Terroristenbeperkingscentrum), afgekort tot: CECOT, is de grootste gevangenis in El Salvador met een capaciteit voor het huisvesten van 40.000 gevangenen. CECOT is gevestigd in Tecoluca, een gemeente ten zuidoosten van de Salvadoraanse hoofdstad San Salvador. De gevangenis wordt beschouwd als de grootste gevangenis op het continent Amerika en geldt als een EBI (Extra Beveiligde Inrichting). De gevangenis bestaat uit 236 gevangenisblokken en heeft een interne fabriek alwaar de gevangenen tewerk worden gesteld.
De bouw begon in juli 2022 en is afgerond in januari 2023. De eerste 2.000 gevangenen arriveerden op 24 februari 2023 en op 15 maart 2023 huisvestte de gevangenis meer dan 4.000 gevangenen. De beelden van deze gevangenentransporten zijn geteleviseerd en wereldwijd uitgezonden.

## Aanleiding
De Salvadoraanse president Nayib Bukele Ortez heeft tijdens zijn campagne en bij zijn inauguratie op 1 juni 2019 al duidelijk gemaakt het bendegeweld in El Salvador een halt toe te willen roepen. Op 27 maart 2022 heeft hij de strijd ingezet tegen de zogenaamde: maras, gewelddadige jeugdbendes in Centraal-Amerika, zoals Mara Salvatrucha en Calle 18. Deze strijd propagandeert hij op de sociale media onder de hashtag: #GuerraContraPandillas (oorlog tegen bendes). Dit was als reactie op een serie van 62 bendemoorden gepleegd op één dag, 26 maart 2022. De Salvadoraanse regering heeft toen de noodtoestand uitgeroepen. Hierdoor werden voor een periode van 30 dagen, een aantal grondrechten ingeperkt en konden mensen zonder arrestatiebevel worden opgepakt en zonder vorm van proces en zonder bijstand van een advocaat voor 15 dagen worden vastgehouden.
Sedert die tijd is de noodtoestand telkens verlengd en zijn meer en meer bendeleden gevangengenomen. Om al deze gevangenen te huisvesten was er behoefte aan een nieuwe extra beveiligde inrichting, de bouw hiervoor is begonnen in juli 2022.
| Dit zal hun nieuwe huis zijn, waar ze voor decennia zullen leven, gemixt, niet meer in staat om de bevolking nog kwaad te doen. — Vertaald citaat, Salvadoraans president Nayib Bukele Ortez |

## CECOT in cijfers
CECOT beslaat in totaal 1,7 vierkante kilometer, het bestaat uit 8 hoofdgebouwen die de leefvertrekken van de gevangenen herbergen, 2 daarvan huisvesten diverse werkplaatsen. Het complex wordt bewaakt vanuit 19 wachttorens, zeven torens bij de buitenmuren en twaalf binnenin het complex zelf; elke toren is bemand door 7 wachters. Elke cel heeft slechts twee toiletten en 80 matrasloze stapelbedden. Gemiddeld heeft elke gevangene 0,60 m² ruimte. De gevangenis wordt bewaakt door 1.000 beveiligers, 600 soldaten en 250 politieagenten.
Het Comité ter Voorkoming van Foltering (CPT), een comité van de Raad van Europa, heeft in december 2015 bepaald dat een gevangene moet beschikken over minimaal 4 m² leefruimte in een gedeelde cel en 6 m² in een individuele cel; die richtlijn geldt echter niet in El Salvador.

## Kritiek
Het Front Farabundo Martí voor Nationale Bevrijding heeft samen met de politieke partij Vamos kritiek geuit, zij stelden dat de bouw van universiteiten en ziekenhuizen prioriteit zouden moeten krijgen over de bouw van gevangenissen. Human Rights Watch bekritiseerde de gevangenis voor de hoge capaciteit. Zij stelden dat de Minimumregels voor de behandeling van gevangenen, opgesteld door de Verenigde Naties, suggereren dat een gevangenispopulatie niet groter zou moeten worden dan 500 gevangenen.
Amnesty International bekritiseerde de Salvadoraanse regering, zij stellen dat de gevangenis niet de oorzaken van de bendeproblemen worden aangepakt maar dat het enkel de regering in staat stelt om hun beleid van massa-opsluitingen voort te zetten.
De Colombiaanse president Gustavo Petro stelde, net nadat CECOT de eerste 2.000 gevangenen had opgenomen dat de gevangenis lijkt op een concentratiekamp.
De gevangenis kwam in het nieuws doordat een Salvadoraanse burger die in Maryland, Verenigde Staten, woonde, Kilmar Armando Abrego Garcia, op 12 maart 2025 ten onrechte in hechtenis werd genomen en op 15 maart werd gedeporteerd naar CECOT. De regering-Trump noemde dit een "administratieve fout". 